# Joyce K. Reynolds
Joyce Kathleen Reynolds (* 8. März 1952; † 28. Dezember 2015) war eine US-amerikanische Informatikerin und Internet-Pionierin. Sie war maßgeblich an der Entwicklung von Kommunikationsprotokollen für das Internet beteiligt, vor allem Telnet, FTP und POP.

## Leben
Reynolds erwarb einen Bachelor- und einen Master-Abschluss in Sozialwissenschaften an der  University of Southern California (USC).
Von 1983 bis 1998 arbeitete Reynolds beim USC Information Sciences Institute (ISI). Sie entwickelte zusammen mit Jon Postel die ersten Funktionen der Internet Assigned Numbers Authority (IANA), wie die globale Zuweisung von IP-Adressen, die Zuweisung von AS-Nummern (Autonomes System) und die Verwaltung der Root-Nameserver des Domain Name Systems (DNS). Nach dem Tod von Postel im Jahr 1998 half Reynolds, den Übergang der IANA-Funktionen auf die Internet Corporation for Assigned Names and Numbers (ICANN) zu überwachen. In dieser Funktion arbeitete sie bis 2001 bei der ICANN, blieb aber weiterhin Mitarbeiterin des ISI.
Von 1987 bis 2006 gehörte sie dem Redaktionsteam der Request for Comments (RFC) an und war von 1998 bis 2006 Co-Leiterin des RFC-Editors beim ISI.
Als Leiterin des Bereichs User Services war sie von 1990 bis März 1998 Mitglied der Internet Engineering Steering Group der Internet Engineering Task Force (IETF).

## Preise und Ehrungen
Zusammen mit Bob Braden erhielt sie 2006 den Postel Award in Anerkennung ihrer Verdienste um das Internet. Sie wird zusammen mit einer kurzen Biografie in RFC 1336, Who’s Who in the Internet (1992), erwähnt.

## Veröffentlichungen (Auswahl)
- mit J. B. Postel, A. R. Katz, G. G. Finn und A. L. DeSchon: The DARPA experimental multimedia mail system. In: Computer, 1985, 18(10), S. 82–89.
- mit J. B. Postel, G. G. Finn und A. R. Katz: An experimental multimedia mail system. In: ACM Transactions on Information Systems (TOIS), 1988, 6(1), S. 63–81.
- J. Postel, J. Reynolds: RFC: <a href='https://datatracker.ietf.org/doc/html/rfc1042' class='extiw' title='rfc:1042'>1042</a> – Standard for the transmission of IP datagrams over IEEE 802 networks. 1988 (englisch).
- J. Reynolds: RFC: <a href='https://datatracker.ietf.org/doc/html/rfc1135' class='extiw' title='rfc:1135'>1135</a> – Helminthiasis of the Internet. 1989 (englisch).
- The helminthiasis of the Internet. In: Computer networks and ISDN systems, 1991, 22(5), S. 347–361.
- A. N. Marine, J. Reynolds, G. S. Malkin: RFC: <a href='https://datatracker.ietf.org/doc/html/rfc1594' class='extiw' title='rfc:1594'>1594</a> – FYI on Questions and Answers Answers to Commonly asked “New Internet User” Questions. März 1994 (englisch).